# Шиловский, Пётр Петрович
Пётр Петрович Шиловский (12 сентября 1871 — 3 июня 1957, Херфордшир) — русский государственный деятель, статский советник. С именем Петра Петровича Шиловского связано проведение юбилейных мероприятий, посвященных 300-летию дома Романовых, становление научно-краеведческого объединения «Общества изучения Олонецкой губернии» и начало издания журнала «Известия Общества изучения Олонецкой губернии». Пётр Петрович Шиловский получил известность и как талантливый инженер, изобретатель-самоучка, пионер гироскопической техники.

## Биография
Происходил из дворянского рода Шиловских.
Дед Петра Петровича — Степан Иванович Шиловский, надворный советник, более десяти лет был предводителем дворянства.
Отец, Петр Степанович Шиловский — действительный статский советник, был членом Государственного Совета.
В 1892 году окончил Императорское училище правоведения, служил судебным следователем в Луге под Санкт-Петербургом и судьёй в Санкт-Петербургской губернии. Поступил на службу в Департамент герольдии Сената.
В 1894 году служил в канцелярии Первого департамента Сената. В этот период Пётр Петрович увлекается публицистикой и пишет острые статьи в прессе на правовые темы. В 1895 году назначен судебным следователем 1-го участка Лужского уездного округа Санкт-Петербургского окружного суда, в 1900 г. — товарищем прокурора окружного суда в Ревеле и Саратове, избирается почётным мировым судьёй по Петрозаводскому уезду. Затем за короткое время занимал посты: вице-губернатора в Уральске (1904), военного губернатора той же области (1905), Екатеринославского вице-губернатора (1906), Симбирского вице-губернатора (1907), а затем Костромского (1910—1912) и Олонецкого (1912—1913) губернатора.
В 1905 году был пожалован в камер-юнкеры. В 1909 году получил патент на «Устройство для сохранения равновесия повозок или других находящихся в неустойчивом положении тел» в Англии, Германии, Франции и США.
В 1911 г. на выставке в Петербурге продемонстрировал действующую модель монорельсовой железной дороги с гиростабилизированным поездом, а в мае 1914 года на улицах Лондона — гирокар (гиростабилизированный двухколесный автомобиль).
1 мая 1913 года Шиловскому указом Сената утвержден почетным мировым судьей по Солигаличскому уезду Костромской губернии, 5 мая 1913 года П. П. Шиловскому, по ходатайству Костромского городского общественного управления, императором присвоено звание почетного гражданина города Костромы. В июле 1913 года — уволен в отставку с поста Олонецкого губернатора.
В годы Первой мировой войны Шиловский разработал проект стабилизации корабельного орудия, действующая модель гироскопического успокоителя качки корабля, «ортоскоп» (гироскопический курсоуказатель), проверенный на яхте и на самолёте «Илья Муромец».
8 сентября 1919 г. П. П. Шиловский выступил с докладом на заседании Всероссийского совета народного хозяйства с докладом «О постройке гироскопической железнодорожной ветки Кремль — Кунцево».
ВСНХ издает постановление о необходимости проведения опытной гироскопической железной дороги длиной 6 верст и поручает члену президиума Л. Б. Красину создать комиссию для подготовки постановления в жизнь и выдачи аванса на строительство.
П. П. Шиловский приобрёл широкую известность внедрением (1919 г.) и строительством (1921—1922 гг.) монорельсового железнодорожного пути Петроград — Детское Село (ныне Пушкин) — Гатчина.
В теоретическом основании монорельсовой железной дороги принимали участие известные ученые — И. В. Мещерский, П. Ф. Папкович, Н. Е. Жуковский.
За опытной дорогой было признано общегосударственное значение, а руководство строительством её поручено Всероссийскому совету народного хозяйства.
Всего за один год, под руководством Шиловского, группа инженеров выполнила подробный рабочий проект дороги и поезда (Р. Н. Вульф, А. М. Годыцкий-Цвирко, В. Н. Евреинов, Р. А. Лютер, А. С. Шварц и др.).
Поезд должен был состоять из двух вагонов и двигаться со скоростью 150 километров в час.
Удалось проложить часть пути на расстояние около 12 километров, а петроградским заводам был передан заказ на постройку поезда.
Однако работы, начатые летом 1919 года, постоянно замедлялись и были полностью прекращены в мае 1922 года из-за разрухи и нехватки средств.
В 1922 году эмигрировал в Великобританию, где продолжил работу в Sperry Corporation.
В 1924 году он опубликовал монографию «Гироскоп: его конструкция и применение».
Скончался 3 июня 1957 в Херфордшире (Англия), прожив 85 лет.

## Труды
- Шиловский П. Акты, относящиеся к политическому положению Финляндии. СПб., 1903
- P. P. Shilovski. The gyroscope: its practical construction and application, treating of the physics and experimental mechanics of the gyroscope, and explaining the methods of its application to the stabilization of monorailways, ships, aeroplanes, marine guns, etc.. — London, New York: E. & F. N. Spon, ltd.;Spon & Chamberlain, 1924. — 224 с.